# Fissidens hallianus
Fissidens hallianus är en bladmossart som beskrevs av Mitten 1885. Fissidens hallianus ingår i släktet fickmossor, och familjen Fissidentaceae. Inga underarter finns listade i Catalogue of Life.